# Bernard Lavalette
Bernard Lavalette (Párizs, 1926. január 20. – Párizs, 2019. december 14.) francia színész.

## Filmjei
Mozifilmek
- Család nélkül (Sans famille) (1958)
- A szép amerikai (La belle Américaine) (1961)
- Les Parisiennes (1962)
- L'assassin est dans l'annuaire (1962)
- Asterix, a gall (Astérix le Gaulois) (1967, hang)
- Berta itt, Berta ott (Salut Berthe!) (1968)
- A csendőr nősül (Le gendarme se marie) (1968)
- Asterix és Kleopátra (Astérix et Cléopâtre) (1968, hang)
- Saint Tropez-ba költözünk (Le viager) (1972)
- Párizsi alvilág (Les gaspards) (1974)
- Asterix tizenkét próbája (Les 12 travaux d'Astérix) (1976, hang)

Tv-filmek
- Le Havre utca (Rue du Havre) (1962)
- A Fehér Farkas (Le loup blanc) (1977)
- Az ördöngős fickó (Ce diable d'homme) (1978)

Tv-sorozatok
- Arsène Lupin (1971, 1973, két epizódban)
- A tigrisbrigád (Les brigades du Tigre) (1978, egy epizódban)
- Chère Marianne (2001, egy epizódban)